# Storia della viticoltura nell'Alto Milanese
(Novella sopra un caso avvenuto in Milano ad una festa da ballo, Ugo Foscolo)
La storia della viticoltura nell'Alto Milanese, territorio della Lombardia a cavallo fra la città metropolitana di Milano, la provincia di Varese e quella di Como, inizia durante l'età imperiale romana e termina a metà del XIX secolo a causa di alcune malattie che colpirono la vite, pandemie che cagionarono la scomparsa della viticoltura da questa zona. Alcune aree dell'Alto Milanese producevano alcuni vini rinomati, tra cui il Colli di Sant'Erasmo, il Santana e il Clintù. Storicamente nell'Alto Milanese venivano prodotti sia vini rossi che bianchi: entrambe le tipologie erano celebri in tutto il Nord Italia.

## Storia

### Le origini

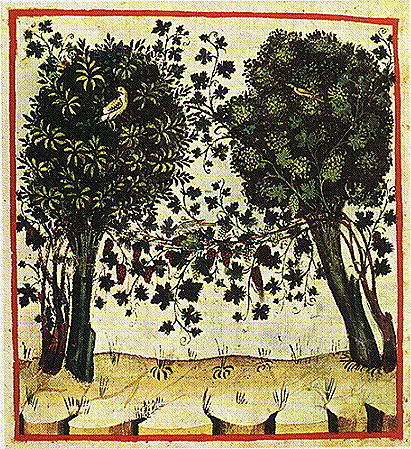
Vigna coltivata ad arbustum gallicum (Tacuinum Sanitatis, 1474; Parigi, Biblioteca nazionale, Ms. lat. 9333)

La diffusione nel Nord Italia della viticoltura finalizzata a produrre vino avvenne probabilmente nell'età del ferro, come testimoniano i ritrovamenti, nei siti archeologici, di vasellame destinato a contenere vino. La tipologia di queste suppellettili è così varia ed evoluta, che fa pensare alla produzione di un vino locale. La diffusione della viticoltura nell'Italia settentrionale avvenne anche grazie all'ingentilimento del clima, che diventò meno freddo e più temperato, e quindi più adatto alla coltivazione della vite.
Questa diffusione ebbe luogo anche grazie al fatto che le popolazioni locali conoscessero già da molto tempo la coltivazione dell'uva selvatica. Quest'ultima, in particolare, fu la base su cui verranno in seguito sviluppati i vitigni autoctoni utilizzati ancora oggi nel Nord Italia.
Le prime notizie sulla viticoltura nell'Alto Milanese risalgono invece all'età imperiale romana. La più antica testimonianza tangibile di questa coltivazione è un torchio vinario d'epoca romana che è stato rinvenuto a Corbetta. Secondo alcune ipotesi, i vini prodotti nell'Alto Milanese in epoca romana erano piuttosto aspri e torvi, visto l'alto contenuto tannico.
La tecnica di coltivazione utilizzata all'epoca nell'Alto Milanese era conosciuta come arbustum gallicum, che consiste nel maritare le piante di vite ai tronchi degli alberi. In particolare, nell'Alto Milanese, in epoca romana, come sostegno delle viti, si utilizzavano i pruni e i ciliegi. La tecnica dell'arbustum gallicum, tra l'altro, è raccontata da Lucio Giunio Moderato Columella nelle sue opera De re rustica, che è stata scritta nel I secolo d.C. e che ha come argomento le pratiche agricole in uso all'epoca.
La tecnica dell'arbustum gallicum si è probabilmente diffusa nel Milanese e nel Novarese nell'età del ferro, ovvero poco dopo la possibile introduzione della viticoltura in queste zone, grazie ai commerci che avvenivano tra gli Etruschi e i suoi abitanti, in particolare con le popolazioni appartenenti alla Cultura di Golasecca. Questo tipologia di coltivazione è stata inventata proprio dagli Etruschi con il nome di tecnica dell'alteno.
In altre zone conquistate dagli antichi romani, come in Gallia, Germania, Britannia e nelle provincie romane del Nord Africa, la vite venne portata dai coloni romani, principalmente legionari, che erano obbligati a introdurne la coltivazione e a insegnare la tecnica della sua coltura alle popolazioni indigene.

### L'apice della viticoltura nell'Alto Milanese
Con la caduta dell'Impero romano d'Occidente la viticoltura nell'Alto Milanese venne temporaneamente abbandonata: come conseguenza delle invasioni barbariche questo tipo di coltivazione, un tempo diffusa anche in pianura, venne limitata alle zone collinari e di montagna, oltre che nei borghi fortificati. La coltivazione della vite nell'Alto Milanese riprese poi nel XII secolo, in pieno Medioevo, sempre con la citata tecnica dell'arbustum gallicum. 

Vigneti alle pendici dei Colli di Sant'Erasmo a Legnano. A sinistra, il primo padiglione dell'Ospedale civile di Legnano

Dal XV secolo, nell'Alto Milanese, iniziarono a essere utilizzati, come alberi per maritare le piante di vite, i gelsi, che nel frattempo si erano diffusi nella zona come base dell'allevamento dei bachi da seta. I gelsi, che in dialetto locale sono conosciuti come murùni, vennero introdotti nell'Alto Milanese nel Medioevo. A Legnano le viti erano principalmente coltivate lungo i pendii e le alture che delineavano i bordi superiori della Valle Olona.
Storicamente i vitigni più comuni nell'Alto Milanese erano lo Schiava, che è a bacca rossa e che in questa zona è conosciuto come "Botascera", il Vernazzola, che è a bacca bianca, e il Moscatella, che è anch'esso a bacca bianca ma dal gusto piuttosto dolce. L'attività vinicola dell'Alto Milanese toccò il suo apice tra il XVIII secolo e la prima metà del secolo successivo, quando l'intera area era coltivata a vite e cereali. La viticoltura dell'Alto Milanese era così redditizia che il parroco di Bernate Ticino, l'abate Rinaldo Anelli, a tal proposito, dichiarò:
(Don Rinaldo Anelli, parroco di Bernate Ticino)
In particolare per le zone dell'Alto Milanese e della Brianza – altra storica area vinicola dove questa coltivazione venne in seguito abbandonata – e nelle loro zone limitrofe l'agronomo asburgico Ludwig Mitterpacher, in un suo trattato di agricoltura del 1794, dichiarò che in queste zone erano presenti diverse aree di eccellenza:
(Ludwig Mitterpacher)
A queste zone va poi aggiunta Legnano, il cui vino più famoso era il Colli di Sant'Erasmo.

### La sua scomparsa

Una bottiglia di vino Colli di Sant'Erasmo

Dopo aver toccato il suo apice tra il XVIII secolo e la prima metà del secolo successivo, la viticoltura dell'Alto Milanese fu messa per la prima volta in crisi in epoca contemporanea a metà del XIX secolo da alcune malattie che colpirono la pianta. La prima infezione comparve tra il 1851 ed il 1852 e causò una rapida diminuzione della quantità di vino prodotta in Lombardia: gli ettolitri di vino prodotti passarono da 1 520 000 del 1838 a 550 000 nel 1852.
L'arresto definitivo della produzione vinicola intensiva dell'Alto Milanese coincise con il manifestarsi, tra il 1879 e il 1890, di altre due malattie della vite: la peronospora e l'oidio; a queste si aggiunse, sempre nel XIX secolo, la fillossera, che diede il colpo di grazia alla coltivazione vinicola dell'Alto Milanese. Il medico condotto di Gallarate nel XIX secolo, Ercole Ferrario, a tal proposito, scrisse:
(Ercole Ferrario, medico condotto di Gallarate, a proposito del vino prodotto nell'Alto Milanese)
Ercole Ferrario documentò quindi il fatto che l'Alto Milanese, nel complesso, non fosse una zona vinicola particolarmente rinomata, fermo restando che ci fossero delle eccezioni, come già accennato in precedenza. Sempre Ferrario, a proposito della viticoltura dell'Alto Milanese, scrisse che:
(Ercole Ferrario)

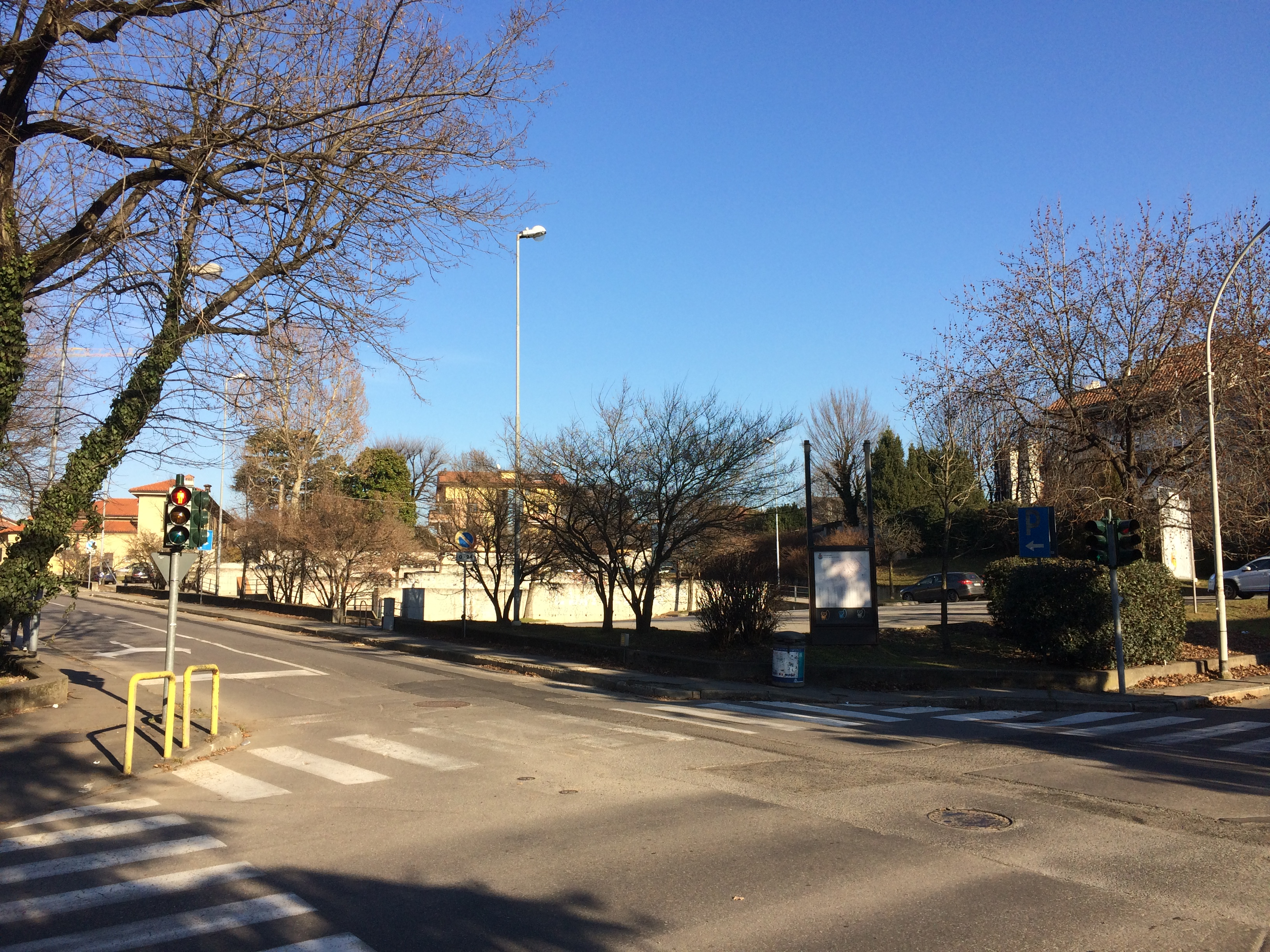
Il parcheggio situato tra via Colli di Sant'Erasmo, via Canazza e via Trivulzio: qui si trovavano, fino al 1987, gli ultimi coltivati a vite dei Colli di Sant'Erasmo

In seguito a queste epidemie, le coltivazioni vinicole nell'intero Alto Milanese scomparvero quasi completamente, e i contadini della zona concentrarono i loro sforzi nella produzione di cereali e bachi da seta, che erano attività altrettanto remunerative. Nelle altre zone vinicole lombarde il problema fu risolto con l'innesto di specie di viti immuni alle malattie (uva americana), soluzione non applicata con convinzione nell'Alto Milanese, data l'assenza di una scienza enologica diffusa e radicata, dove invece si decise di abbandonare la coltivazione vinicola. A proposito dell'uva americana il Ferrario scrisse:
(Ercole Ferrario)
L'uva americana, nell'Alto Milanese, fu poi utilizzata da un'esigua minoranza di contadini e venne piantata solo marginalmente nei cortili e lungo le rogge. Nonostante la sua scomparsa, la tradizione vinicola rimase nella memoria degli abitanti dell'Alto Milanese ancora per diversi decenni: all'epoca, per riferirsi a un generico campo coltivato, si utilizzava il termine "vigna".
Gli ultimi campi dei colli di Sant'Erasmo coltivati a vite – che si trovano a Legnano e che danno il nome al vino – furono eliminati nel 1987 per consentire la costruzione, tra via colli di Sant'Erasmo, via Canazza e via Trivulzio, di un parcheggio a servizio dello storico e vicino ospedale civile, nel 2010 trasferito in un'altra zona di Legnano. Al XXI secolo sopravvivono solamente piccoli appezzamenti, sparpagliati nelle campagne dell'Alto Milanese, coltivati da qualche filare di vite.
Il pregiato Colli di Sant'Erasmo, che era il vino più famoso tra quelli originari dell'Alto Milanese, è stato storicamente prodotto anche dai frati dell'ospizio Sant'Erasmo di Legnano. Altri vini storici prodotti nell'Alto Milanese furono il Santana e il Clintù.

### Esplicative
1. ↑  Dove si produce ancora oggi l'omonimo vino.
2. ↑  Da cui deriva il nome dell'omonimo vitigno.
3. ↑  Il Ferrario intende le nazioni elencate nella precedente citazione.

### Bibliografiche
1. 1 2 3   Stemma di Marcallo con Casone, su marcallo.it. URL consultato il 4 gennaio 2017 (archiviato dall'url originale il 4 gennaio 2017).
2. 1 2 3 4 5 6 7 8   Le origini della coltivazione della vite in Italia nord-occidentale, su beniculturali.it. URL consultato il 4 gennaio 2017 (archiviato dall'url originale il 27 settembre 2017).
3. 1 2 3 4 5 6 7 8 9 10 11 12   Itinerario virgiliano (PDF), su books.google.it, comune di Parabiago. URL consultato il 16 dicembre 2016.
4. ↑   Gian Gaspare Nessi, Sulla coltivazione della vite cenni teoricopratici, su books.google.it. URL consultato il 4 gennaio 2017.
5. ↑  Agnoletto, p. 99.
6. 1 2  Sutermeister, p. 47.
7. ↑   Istituto istruzione superiore "Gregorio Mendel" (PDF), su agrariomendel.it. URL consultato il 4 gennaio 2017 (archiviato dall'url originale il 5 gennaio 2017).
8. ↑   Schiava, su vivaisommadossi.it. URL consultato il 4 gennaio 2017.
9. 1 2 3 4 5  Autori vari, p. 47.
10. ↑  Autori vari, pp. 47-48.
11. ↑  Ferrarini, p. 81.
12. 1 2  Agnoletto, p. 70.
13. 1 2 3 4 5  Autori vari, p. 48.
14. ↑  Vecchio, p. 249.
15. ↑  D'Ilario, p. 44.